# Торговля в СССР
Торговля в СССР — система розничной торговли, существовавшая в СССР.

## Период НЭПа
В период НЭПа допускалась частная торговля. В 1923 году на неё приходилось 75% торговых точек. Важнейшую роль в период НЭПа играла потребительская кооперация: так, например, к концу 1922 года в Петрограде было более 350 фабрично-заводских и учрежденческих кооперативов, имевших свою сеть торговых точек. С середины 1920-х годов государство всячески поддерживало потребительскую кооперацию, предоставляя ей приоритет в подборе необходимого ассортимента товаров, а также льготные кредиты. В феврале 1924 года Совет труда и обороны ввел предельные цен на хлеб для государственной и кооперативной торговли в важнейших индустриальных центрах. В апреле 1924 года пленум ЦК РКП(б) потребовал от кооперативной торговли продавать товары по ценам ниже среднерыночных. 
Государственная торговля в этот период была развита слабо: государственные магазины существовали лишь в крупных городах и занимались продажей алкоголя, мехов, товаров производственно-технического назначения, книг. 
В декабре 1927 года начался кризис хлебозаготовок, так как крестьяне не хотели продавать зерно по заниженным государственным ценам. Над городами нависла угроза нехватки продовольствия, была введена карточная система распределения продуктов. Сначала в 1928 году карточки были введены только на хлеб, потом они были распространены на другие дефицитные продовольственные товары, а затем и на одежду и обувь. 

## 1930-е—1940-е годы
В 1931 году была введена всесоюзная карточная система на основные продукты питания и промышленные товары. В 1932 году частникам было запрещено иметь в собственности магазины и лавки. Доля государственной торговли в розничном товарообороте в 1932 году, по данным официальной статистики, составляла 36%. 

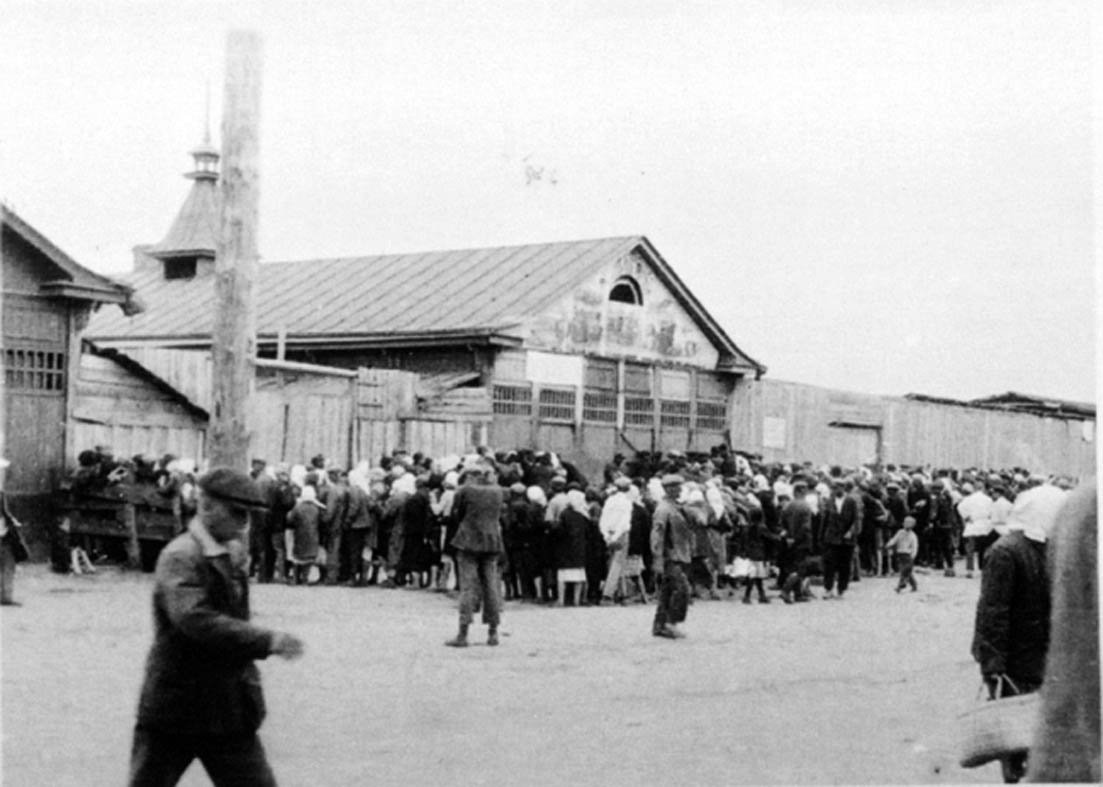
Очередь в торгсин в Харькове, 1932 год

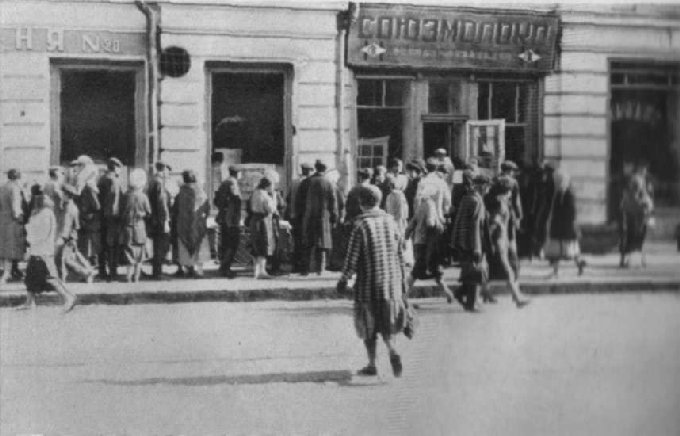
Очередь в молочный магазин, 1933 год

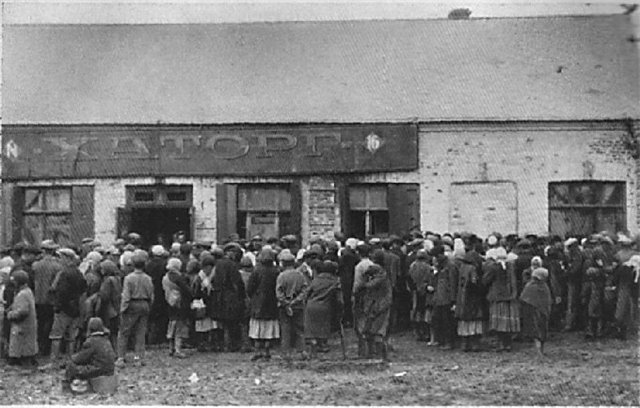
Толпа у магазина, 1933 год

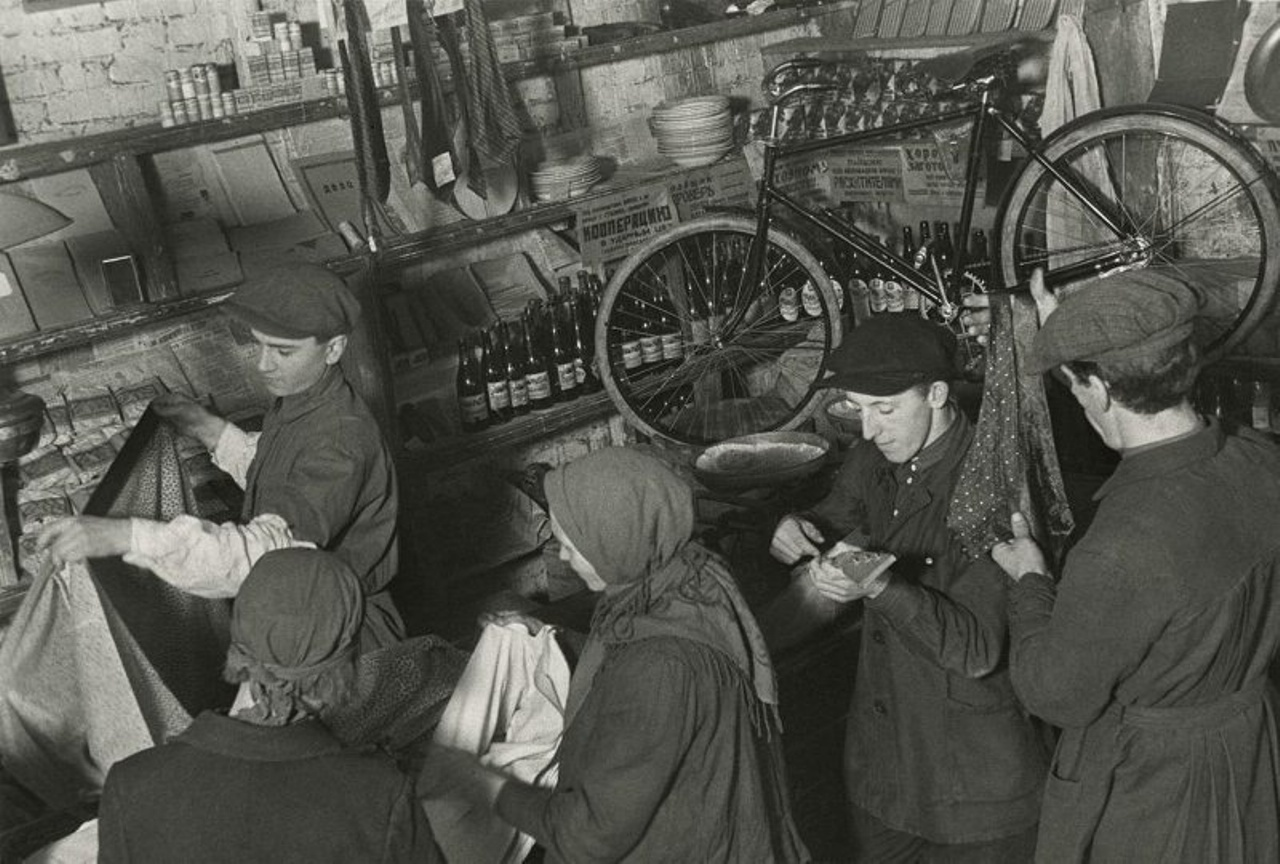
Торговля товарами в колхозной лавке, 1934 год

В государственных магазинах товары продавались по низким фиксированным ценам, но только по карточкам. При этом одновременно существовали государственные «коммерческие магазины», в которых продавали товары, в том числе дефицитные, по ценам, которые превышали государственные в два-три раза. Появились также закрытые рабочие кооперативы и распределители, в которых продукты могли купить только сотрудники соответствующих предприятий и учреждений, они влились в сеть ОРСов (отделов рабочего снабжения). 
Важную роль в этот период играли также торгсины — сеть специализированных государственных магазинов, где за иностранную валюту, золото или драгоценности можно было приобрести дефицитные товары. Сначала товары в них могли приобретать лишь иностранцы, но с осени 1931 года товары там за иностранную валюту, золото или драгоценности могли приобретать все желающие, что вызвало огромный ажиотаж, поскольку в условиях тотального дефицита в торгсинах можно было приобрести то, что в другие магазины просто не завозили. 
Развился также черный рынок: продавцы столовых, буфетах, ларьках, палатках вместе с государственным товаром продавали «свой», который не учитывался по документам и наценки на него доходили до 100% (товар собственного производства, приобретенный у кооператоров, в магазинах, на складах). Нелегальные перекупщики также приобретали продукты у крестьян и продавали их на рынках, выдавая себя за колхозников.
В 1935 году положение с продовольствием в городах несколько улучшилось, и карточная система была отменена. В 1937 году доля государственной торговли в объеме розничного товарооборота составила уже 73%. В 1935—1941 годах в СССР были введены единые государственные розничные цены. Распределители ОРСов и торговую сеть потребительской кооперации в городах передали государственным торговым организациям. Потребительская кооперация сохранилась лишь в сельской местности. 
В 1940 году доля государственной торговли в розничном товарообороте составляла 62,7%, доля кооперативной торговли — 23%, доля «колхозных» рынков — 14,3%. На этих рынках продавали свои товары не только колхозники, но и многочисленные промышленные артели и кооперативы, а также нелегальные перекупщики (спекулянты).
В период Великой Отечественной войны 1941—1945 годов была вновь введена карточная система, которая обеспечивала городское население продуктами питания лишь в самой минимальной степени. Удельный вес общественного питания в розничном товарообороте почти удвоился; на промышленных предприятиях вновь появились ОРСы и в 1944 году на их долю приходилось 30% рыночного товарооборота. Вновь также появились государственные «коммерческие магазины», в которых продавали товары без карточек по повышенным ценам. В сентябре 1945 года в коммерческой торговле Москвы, Ленинграда, Горького, Свердловска, Челябинска, Риги, Таллина и Киева была разрешена продажа хлопчатобумажных, шерстяных, шёлковых и льняных тканей частным лицам.
В конце 1947 года карточная система была отменена и одновременно был осуществлен переход к торговле по единым ценам, «коммерческие магазины» стали обычными. При этом государственные розничные цены выросли в среднем в три раза.   
В 1950 году, по данным официальной статистики, доля государственной торговли в розничном товарообороте составляла 63,9%, доля кооперативной торговли — 24,1%, доля колхозных рынков — 12%. При этом следует иметь в виду, что, поскольку статистика учитывала товарооборот на рынках лишь примерно, то, скорее всего, его доля в действительности была большей.

## 1950-е—1960-е годы

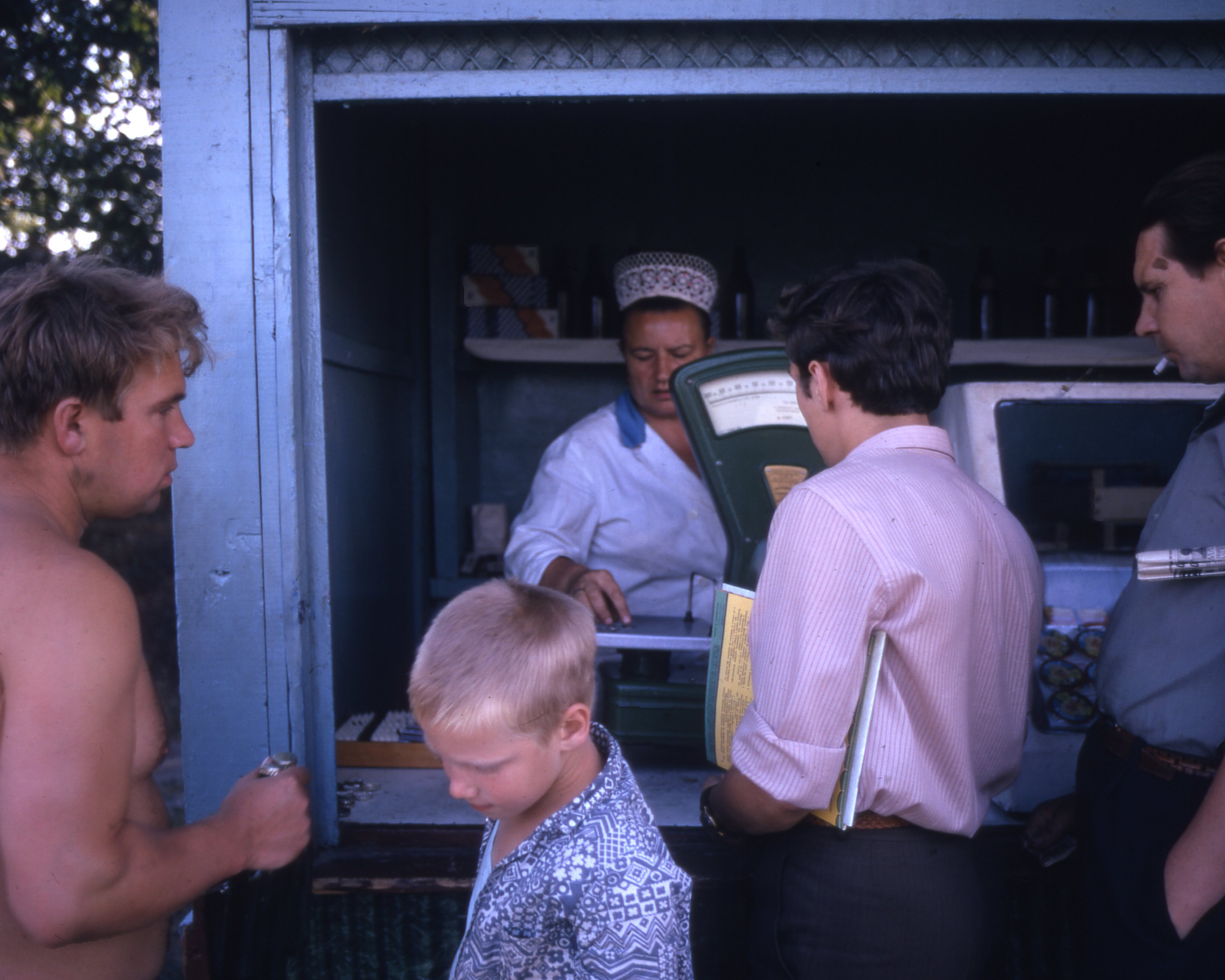
Киоск в Москве, 1964 год

Очередь в ларёк в Переяславле-Залесском, 1964 год

Количество торговых точек в СССР увеличилось с 415 тыс. в 1950 году до 616 тыс. в 1963 году. Количество сотрудников торговли за тот же период увеличилось с 1,3 млн до 2,6 млн человек. В большинстве промтоварных магазинов отказались от декоративной выкладки муляжей и предоставили покупателям для обзора и отбора все товары, размещенные в свободном доступе на рабочих местах продавцов. Эта форма организации торговли стала переходной для внедрения магазинов самообслуживания. В декабре 1954 года в СССР открылись первые четыре продовольственных магазина самообслуживания: сначала в Ленинграде, в следующем году — в Москве и в других городах. На 1 августа 1956 года в системе Минторга СССР было уже 673 магазинов самообслуживания. 
Доля рынков в товарообороте к 1965 году уменьшилась до 3,3%, что, во многом, было связано с тем, что сельским жителям в 1959 году существенно ограничили возможность ведения подсобных хозяйств и кустарных промыслов, а горожанам запретили держать скот.

## 1970-е—1980-е годы

Колхозный рынок в Москве, 1972 год

Количество торговых точек в СССР с 1965 до 1980 года увеличилось на 8%. Но поскольку в связи с государственным регулированием цен в СССР продолжал существовать товарный дефицит, то в советской торговле были обычными различные злоупотребления: продажа товаров «из-под полы», в подсобных помещениях «для своих». Это стимулировало коррупцию. Время от времени возникали громкие уголовные дела: «рыбное дело», дело «меховой мафии», сочинско-краснодарское дело, «елисеевское дело».
В 1960-е годы для того, чтобы советские граждане, которые работали за рубежом и получали зарплату в иностранной валюте, не тратили ее за границей или на черном рынке, была открыта сеть магазинов «Берёзка», где за чеки Внешпосылторга можно было купить импортные товары: бытовую технику, радиотовары, косметику, модную одежду и обувь. Это привело к спекуляции чеками Внешпосылторга.
Товарный дефицит приводил к тому, что в различных городах время от времени вводили нормы продажи в одни руки, а то и талоны на товары. При этом для «номенклатуры» продолжала существовать система спецснабжения через закрытые распределители.

## Перестройка

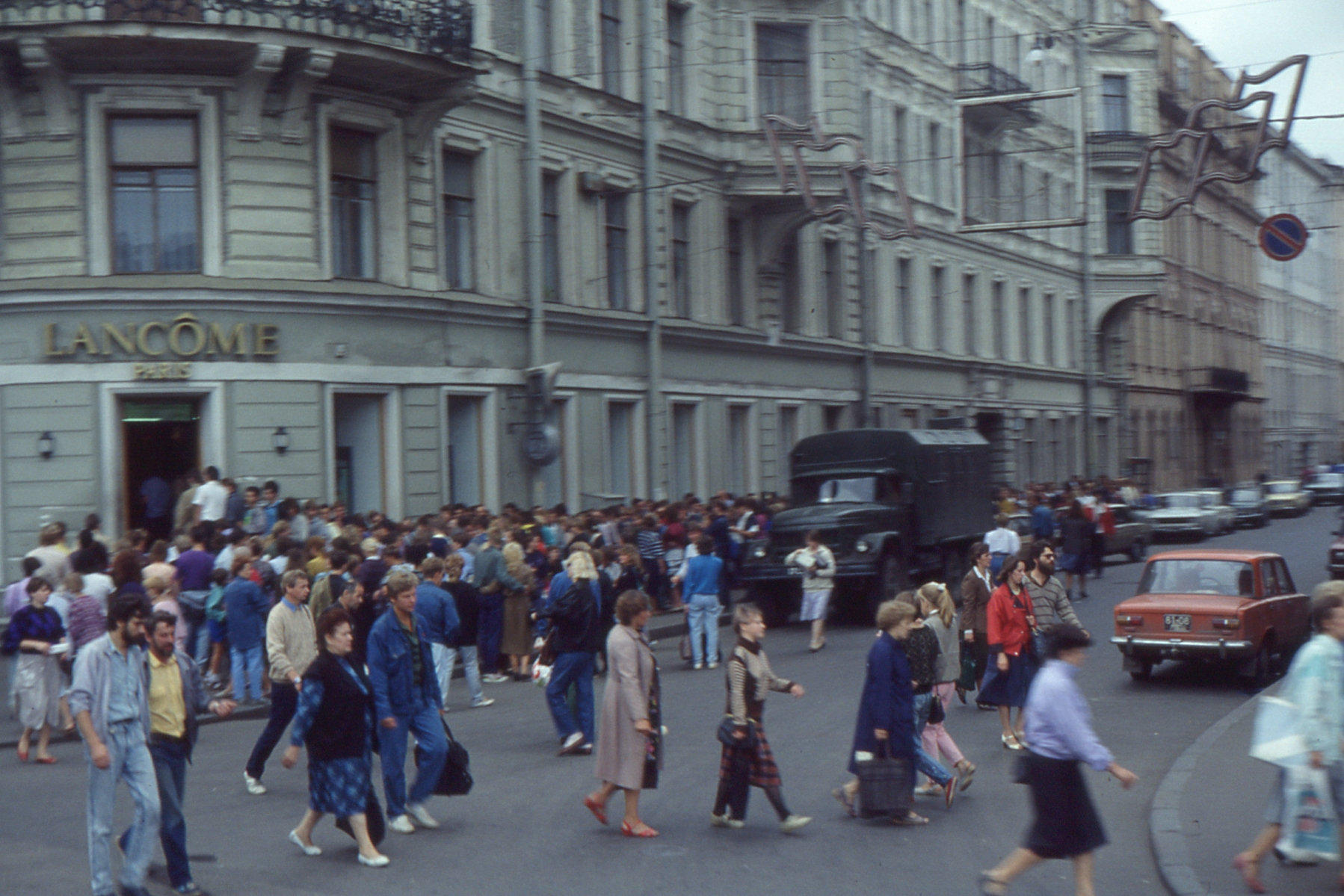
Ленинград, Невский проспект, 1991 год, очередь в магазин косметики и парфюмерии Lancôme

В период Перестройки (конец 1980-х—начало 1990-х годов) товарный дефицит в СССР стал тотальным. Было разрешено создание торговых кооперативов, но у них почти не было негосударственных поставщиков, а чтобы получить товары от государственных предприятий, требовались связи и взятки. Поэтому при сохранении государственного контроля за ценами кооперативы стали лишь возможностью для легальной спекуляции.
Лишь либерализация цен (в России с начала 1992 года, уже после распада СССР) привела к коренным изменениям в сфере розничной торговли и исчезновению дефицита.